# Карађорђев дуд
Карађорђев дуд је споменик природе — ботаничког карактера али и знаменито место из историје Смедерева. Под овим стаблом је 8. новембра 1805. године вожд Карађорђе, вођа Првог српског устанка, у присуству српских старешина и устаника примио кључеве Смедеревске тврђаве од турског заповедника града, диздара Мухарема Гуше. Предаја кључева је извршена на свечан начин, јер су Турци оставили Србима много топова и муниције, а Карађорђе им је дозволио да изађу из Смедерева са војним частима и ситним оружјем и да лађама оду низ Дунав у Видин, у Бугарску.
Испод овог дрвета 8. новембра 1805. смедеревски диздар Мухарем Гуша предао је Карађорђу кључеве града Смедерева. (Скупштина општине Смедерево; новембра 1951; септембра 2003)— Текст на спомен-плочи. (види слику)

## Галерија
- Карађорђев дуд
- Спомен-плоча

- Део дуда на коме се налази спомен-плоча
- Панорама (2009)